# 比萊 (薩爾內區)
51°38′52″N 26°42′53″E / 51.64778°N 26.71472°E
比萊（羅馬化：Bile）是烏克蘭西北部里夫內州薩爾內區的村莊。該村面積0.4平方公里，海拔高度141米，2001年人口323，人口密度每平方公里760人。